# Other Voices
„Other Voices“ е албум на американската рок група Доорс, издаден през 1971 г.
Записите на албума започват по времето, когато вокалът на групата Джим Морисън е на почивка във Франция. Има слухове, че песента „Down on the Farm“ е написана за предишния албум, но Морисън не е искал да бъде включена по неизвестни причини. Според Рей Манзарек, някои от песните са били репетирани с Морисън преди да замине за Париж. След смъртта на Морисън (3 юли 1971) останалите членове на групата издават албума през октомври 1971 г. Манзарек и Кригър поемат вокалите в албума.
Песента „Tightrope Ride“ достига 71-во място в класацията на Билборд.
Албумът е преиздаден на CD на 23 октомври 2006 г., от Timeless Holland, заедно с „Full Circle“.

## Състав

### The Doors
- Роби Кригър – китара, вокали, хармоника
- Рей Манзарек – клавишни, бас, вокали
- Джон Дензмор – барабани

### Други музиканти
- Джак Конрад – бас в „In the Eye of the Sun“, „Variety Is the Spice of Life“ и „Tightrope Ride“
- Джери Шеф – бас в „Down On The Farm“, „I'm Horny, I'm Stoned“ и „Wandering Musician“
- Волфганг Мелц – бас в „Hang on to Your Life“
- Рей Неаполитан – бас в „Ships w/ Sails“
- Уили Ръф – акустичен бас в „Ships w/ Sails“
- Франциско Агуабела – перкусия в „Ships w/ Sails“ и „Hang on to Your Life“
- Емил Ричардс – маримба в „Down on the Farm“

|  | Тази страница частично или изцяло представлява превод на страницата Other Voices (The Doors album) в Уикипедия на английски. Оригиналният текст, както и този превод, са защитени от Лиценза „Криейтив Комънс – Признание – Споделяне на споделеното“, а за съдържание, създадено преди юни 2009 година – от Лиценза за свободна документация на ГНУ. Прегледайте историята на редакциите на оригиналната страница, както и на преводната страница, за да видите списъка на съавторите. ВАЖНО: Този шаблон се отнася единствено до авторските права върху съдържанието на статията. Добавянето му не отменя изискването да се посочват конкретни източници на твърденията, които да бъдат благонадеждни. |